# Sid Eudy
Sidney Raymond Eudy (n. 16 decembrie 1960, West Memphis⁠(d), Arkansas, SUA – d. 26 august 2024, Marion⁠(d), Arkansas, SUA), mai cunoscut sub numele de ring Sid Vicious, Sid Justice, Sycho Sid sau simplu Sid, a fost un actor și fost wrestler american. A fost de 2 ori campion mondial al greilor în WWF și de alte 2 ori în WCW. Pe 14 ianuarie 2001, acesta s-a accidentat grav la PPV-ul Sin din promoția WCW. Eudy a avut nevoie de aproape trei ani și jumătate de recuperare, și deși s-a întors la wrestling nu a mai reușit să se mențină activ.  